# Windermeria aitkeni
La windermeria (Windermeria aitkeni) è un organismo estinto, appartenente alla fauna di Ediacara. Visse nell'Ediacarano (circa 560 milioni di anni fa) e i suoi resti fossili sono stati ritrovati in Canada.

## Descrizione
Noto solo per un esemplare, questo animale era di piccole dimensioni: era lungo poco più di 16 millimetri e largo quasi 8 millimetri. Possedeva un corpo segmentato e allungato, di forma ovale, costituito da otto segmenti di dimensione quasi uguale, disposti trasversalmente rispetto a un solco mediale, opposti l'uno all'altro. Windermeria assomigliava superficialmente a un altro organismo ben noto della fauna di Ediacara, Dickinsonia, ma era di dimensioni molto minori. 

## Classificazione
Descritto per la prima volta nel 1994 sulla base di un fossile ritrovato nella formazione Blueflower nei Territori del Nord-Ovest in Canada, Windermeria è considerato un possibile rappresentante del misterioso gruppo dei Proarticulata. In particolare, questo organismo sembrerebbe essere strettamente imparentato con Dickinsonia. Se così fosse, Windermeria sarebbe l'unico dickinsoniide conosciuto al di fuori dell'Australia e dell'Europa orientale. 